# Ядрошино (платформа)
Ядро́шино — остановочный пункт Рижского направления Московской железной дороги в городском округе Истра Московской области. В 1 км на юго-запад находится деревня Ядромино.
Открыта в 1958 году. При установлении названия была допущена графическая ошибка — замена м на ш, в результате чего платформа получила название Ядрошино.
Платформа имеет два пути, две прямые боковые платформы, билетная касса закрыта.
Относится к 8 тарифной зоне.